# مقاطعة إيميت (ميشيغان)
مقاطعة إيميت هي مقاطعة تقع في شمالي شبه الجزيرة السفلى بولاية ميشيغان الأمريكية، بلغ عدد سكانها 32٬694 نسمة،  بحسب تعداد عام 2010، عاصمتها بيتوسكي، وتبلغ مساحتها 2٬285 كيلومتر مربع.

## الموقع
تشترك في الحدود مع:
- Straits of Mackinac [الإنجليزية]‏.

## التقسيمات الإدارية
- بيتوسكي.